# La cigarra está que arde
La cigarra está que arde es una película de Argentina filmada en colores  dirigida por Lucas Demare según su propio guion escrito en colaboración con Julio Porter que se estrenó el 4 de mayo de 1967 y que tuvo como protagonistas a Olinda Bozán, Fidel Pintos, Mariquita Gallegos y Osvaldo Miranda.

## Sinopsis
Diferentes situaciones de parejas que se encuentran en un hotel para citas.

## Reparto
- Olinda Bozán ... Mucama del hotel
- Fidel Pintos ... Recepcionista del hotel
- Mariquita Gallegos ... "Muñeca"
- Osvaldo Miranda
- Juan Carlos Mareco ... Nemesio Ordóñez
- Dolores De Cicco ...Pura Santillán de Ordóñez
- Zulma Faiad ... Olga Sandoval
- Santiago Gómez Cou ... Ingeniero
- Guido Gorgatti ... Japonés
- Tito Lusiardo ... Tito
- Alba Solís ... Tita
- Ángel Magaña ... Roque
- Pepe Marrone ... Sargento bombero José "Pepitito"
- Osvaldo Pacheco ... Bombero Alfredo
- Ricardo Bauleo ... Cacho
- Carlos Carella ... Don Ricardo
- Maurice Jouvet ... Cliente del hotel
- Héctor Méndez ... Cliente del hotel
- Lalo Malcolm ...Celestino
- Semillita ... Bombero Lorenzo
- Luis Brandoni ... Joven en automóvil
- Alfonso Pícaro
- Hellen Grant
- Rogelio Romano ... Inspector de tránsito
- Elida Marletta ... Elsita
- Anita Beltrán ... Esposa celosa
- Reynaldo Mompel
- Soledad Silveyra ... Gloria
- Calígula
- Iris Láinez

## Comentarios
Claudio España en la revista El Civismo dijo:

”...burda, el tono erótico, revisteril y las actitudes a veces más que tontas”.

Manrupe y Portela escriben:

”Gran éxito en boleterías y lamentable dirección de Demare”.

La Nación opinó:

”Ruda comicidad…endeblez del libro…chistes de una chabacanería inaceptable”.